# Maxburretia rupicola
Maxburretia rupicola là loài thực vật có hoa thuộc họ Arecaceae. Loài này được Henry Nicholas Ridley mô tả lần đầu tiên năm 1904 dưới danh pháp Livistona rupicola, năm 1941 được Caetano Xavier Furtado chuyển sang chi Maxburretia.